# سيريل سميث
سيريل سميث (بالإنجليزية: Cyril Smith) (و. 1928 – 2010 م) هو سياسي، وكاتب سير ذاتية، من المملكة المتحدة، كان عضوًا في الحزب الليبرالي، والديمقراطيين الليبراليين، وحزب العمال، توفي في مانشستر الكبرى، عن عمر يناهز 82 عاماً.

## مناصب
تولى منصب Liberal Democrats Chief Whip (7 يوليو 1976–1977)، وعضو البرلمان في المملكة المتحدة (26 أكتوبر 1972–9 أبريل 1992).

## جوائز
حصل على جوائز منها:
- عضو رتبة الإمبراطورية البريطانية.